# Illa Esther (Alaska)
Esther és una illa que es troba a la part nord-oest del Prince William Sound, a l'estat d'Alaska, Estats Units. Té una superfície de 127,336 km2, una altura de 449 msnm i una població de 31 persones segons el cens del 2000.
A la part meridional de l'illa hi ha el South Esther Island State Marine Park, una part del sistema de parcs estatals d'Alaska, que comprèn el llac Esther. A l'illa només s'hi pot accedir amb hidroavió o vaixell i no té cap assentament permanent, a excepció de la Wally Noerenberg Hatchery, un dels criadors de salmó més grans del món, propietat i gestionat per la Prince William Sound Aquaculture Corporation (PWSAC).
Fou batejada pel capità George Vancouver, de la Royal Navy, el 1794.